# Vicia geminiflora
Vicia geminiflora là một loài thực vật có hoa trong họ Đậu. Loài này được Trautv. miêu tả khoa học đầu tiên.